# I Found a Girl
"I Found a Girl" é uma canção da banda de pop e pop rock britânica The Vamps. Foi lançada como terceiro single de seu segundo álbum de estúdio Wake Up (2015) em 1 de abril de 2016.

## Antecedentes
I Found A Girl foi co-escrita por Connor Ball, Tristan Evans, James McVey, Brad Simpson, Steve Mac, Ammar Malik, James Blunt, Ross Golan e Claude Kelly. Foi lançada anteriormente em sua versão solo como terceiro single promocional de seu segundo álbum de estúdio Wake Up em 23 de novembro de 2015. Em março de 2016, The Vamps anunciou a canção como terceiro single oficial do álbum através da BBC Radio 1, dizendo também que haveria uma versão com a participação de um artista surpresa, que mais tarde foi confirmado ser o cantor jamaicano Omi. O single foi lançado oficialmente em 1 de abril de 2016.
Quando questionados pelo Digital Spy sobre um trecho da letra sexualmente sugestivo, o guitarrista James McVey disse "Eu acho que é uma coisa bem americana. Um monte de pessoas não sabem que (o trecho) significa isso. Nós somos sortudos de conseguir lidar com isso tão bem.", se referindo ao termo bacon. Na mesma entrevista, James revelou que a história da canção, sobre estar apaixonado por uma garota lésbica, foi inspirada num evento que ocorreu à um deles. "É um conceito que aconteceu com um de nós mas nós ornamentamos e exageramos na canção. Nunca foi um relacionamento onde ela saiu com alguém ou algo," explicou. "Um de nós começou a gostar de alguém e então ela disse 'Não, eu gosto de garotas'. Não foi algo grande. Ser jogado na zona da amizade, no máximo. É só algo engraçado e não estamos tentando ser controversos."

## Lista de faixas
- Download digital

1. "I Found A Girl" (versão single com participação de Omi) - 2:59[1]

- Download digital - Versão acústica

1. "I Found A Girl" (Acoustic) (com participação de Omi) - 3:04[6]

- Download digital - Live Single

1. "I Found A Girl" (Ao vivo no Mall Of Asia) - 3:05

- CD1

1. "I Found A Girl" (com participação de Omi)  - 2:59
2. "Words (Don't Mean A Thing)" - 3:19
3. "Cheater" (Ao vivo no Mall Of Asia)
4. "Rest Your Love" (Fred Faulke Remix)

- CD2

1. "I Found A Girl" (Ao vivo na European Fanfests Tour 2015)
2. "Kung Fu Fighting"

- Single DVD

1. Dean footage
2. "I Found A Girl" (versão original)

## Desempenho comercial
| Tabela (2015)                    | Melhor posição |
| -------------------------------- | -------------- |
| Irlanda (IRMA)                   | 98             |
| Escócia (Scottish Singles Chart) | 11             |
| Reino Unido (UK Singles Chart)   | 30             |